# Pieni Lakasaari
Pieni Lakasaari är en ö i Finland. Den ligger i Finska viken och i kommunen Vederlax i den ekonomiska regionen  Kotka-Fredrikshamn i landskapet Kymmenedalen, i den södra delen av landet. Ön ligger omkring 41 kilometer öster om Kotka och omkring 150 kilometer öster om Helsingfors.
Öns area är 14,4 hektar och dess största längd är 490 meter i nord-sydlig riktning.